# تيم جوردن (لاعب كرة قاعدة)
تيم جوردن (بالإنجليزية: Tim Jordan)‏ هو لاعب كرة قاعدة أمريكي، ولد في 14 فبراير 1879 في نيويورك في الولايات المتحدة، وتوفي في 13 سبتمبر 1949 في ذا برونكس في الولايات المتحدة.

## وصلات خارجية
- تيم جوردن على موقعبيزبول رفرنس.كوم (الدوري الرئيسي) (الإنجليزية)
- تيم جوردن على موقعبيزبول رفرنس.كوم (الدوري الثانوي) (الإنجليزية)